# 薩克森州旗
薩克森州旗是德國薩克森州的旗幟。旗幟由白色和綠色條紋構成，類似奧地利史泰爾馬克邦的旗幟，但二者并非同源。州政府旗与州旗类似，但中间位置嵌有州徽。1815年官方确定了這两面旗幟的颜色。納粹德國時期被廢。德國重新統一之後，恢復設置薩克森州，這面旗幟也被重新啟用。在1989至90年東德的示威活動期間，這面旗幟也曾有使用。
此外，州议会使用自己的旗帜。
- 州议会旗